# Stenoonops nitens
Stenoonops nitens là một loài nhện trong họ Oonopidae.
Loài này thuộc chi Stenoonops. Stenoonops nitens được miêu tả năm 1942 bởi Bryant.